# فرانك فديكند
فرانك فديكند (بالألمانية: Frank Wedekind). هو كاتب مسرحي ألماني. ولد عام 1864 في هانوفر، وتوفي 1918 في ميونخ. شب فديكند في سويسرا وأصبح صحافياً، وعمل لفترة من الوقت مديراً للدعاة في شركة ماجي. ومنذ عام 1890 أصبح كاتباً حراً في ميونخ. وشارك في إصدار صحيفة (زيمليسيسيموس)، وعمل مخرجاً مسرحياً وممثلاً لأعماله التي كتبها بنفسه في ميونخ. إلا أن عروضه المسرحية كانت تقابل باعتراضات شديدة من الرقابة.

## أعماله
- صحوة الربيع «Frühling. Erwachen».
- لولو (تراجيديا 1913، وتتكون من شبح الأرض التي كتبت في عام 1895 وصندوق باندورا التي كتبت عام 1904).

## روابط خارجية
- فرانك فديكند على موقع IMDb (الإنجليزية)
- فرانك فديكند على موقع الموسوعة البريطانية (الإنجليزية)
- فرانك فديكند على موقع ألو سيني (الفرنسية)
- فرانك فديكند على موقع ميوزك برينز (الإنجليزية)
- فرانك فديكند على موقع أول موفي (الإنجليزية)
- فرانك فديكند على موقع قاعدة بيانات برودواي على الإنترنت (الإنجليزية)
- فرانك فديكند على موقع قاعدة بيانات برودواي على الإنترنت (الإنجليزية)
- فرانك فديكند على موقع إن إن دي بي (الإنجليزية)
- فرانك فديكند على موقع ديسكوغز (الإنجليزية)
- فرانك فديكند على موقع قاعدة بيانات الفيلم (الإنجليزية)